# Дом на проспекте Мира, 17
Дом на проспекте Мира, 17 — памятник архитектуры во Владикавказе, Северная Осетия. Выявленный объект культурного наследия России и культурного наследия Северной Осетии. Находится в историческом центре города на проспекте Мира, д. 17.
По проспекту Мира соседствует с домом № 15 (здание бывшего Общества взаимного кредита, объект культурного наследия) и домом № 19 (здание гостиницы «Империал», объект культурного наследия).
Аптека в этом здании работает без перерыва с 1895 года до нашего времени.
Двухэтажное здание площадью 250 кв. метров построено в начале 1890-х годов. В 1895 году в здании была открыта Вольная аптека Дуговского и Шварца. В 1904 году аптеку приобрёл Александр Карлович Кнапп. В аптеке были лаборатория, кокторий (помещение, в котором готовились настои и отвары), комната для толчения и место для хранения стеклянных сосудов для лекарств. В 1918 году аптека была национализирована и в 1934 году ей был присвоен № 3, позднее — № 144. В 1937 году аптеке был возвращён № 3. Под этим наименованием с тех пор аптека работает до нашего времени.
В этом здании в 1904—1907 годах проходили подпольные заседания Владикавказской социал-демократической организации.
В 1916 году дом выкупил известный городской фотограф Григорий Григорьевич Квитон, который имел собственное фотоателье в одном из зданий в конце Александровского проспекта. На первом этаже дома продолжала работать аптека. На втором этаже располагались фотостудия Г. Г. Квитона и его квартира. Фотоателье на втором этаже работало и в советское время.